# Synanthedon ethiopica
Synanthedon ethiopica là một loài bướm đêm thuộc họ Sesiidae. Nó được tìm thấy ở Malawi.